# Physaria
Physaria är ett släkte av korsblommiga växter. Physaria ingår i familjen korsblommiga växter.

## Bildgalleri

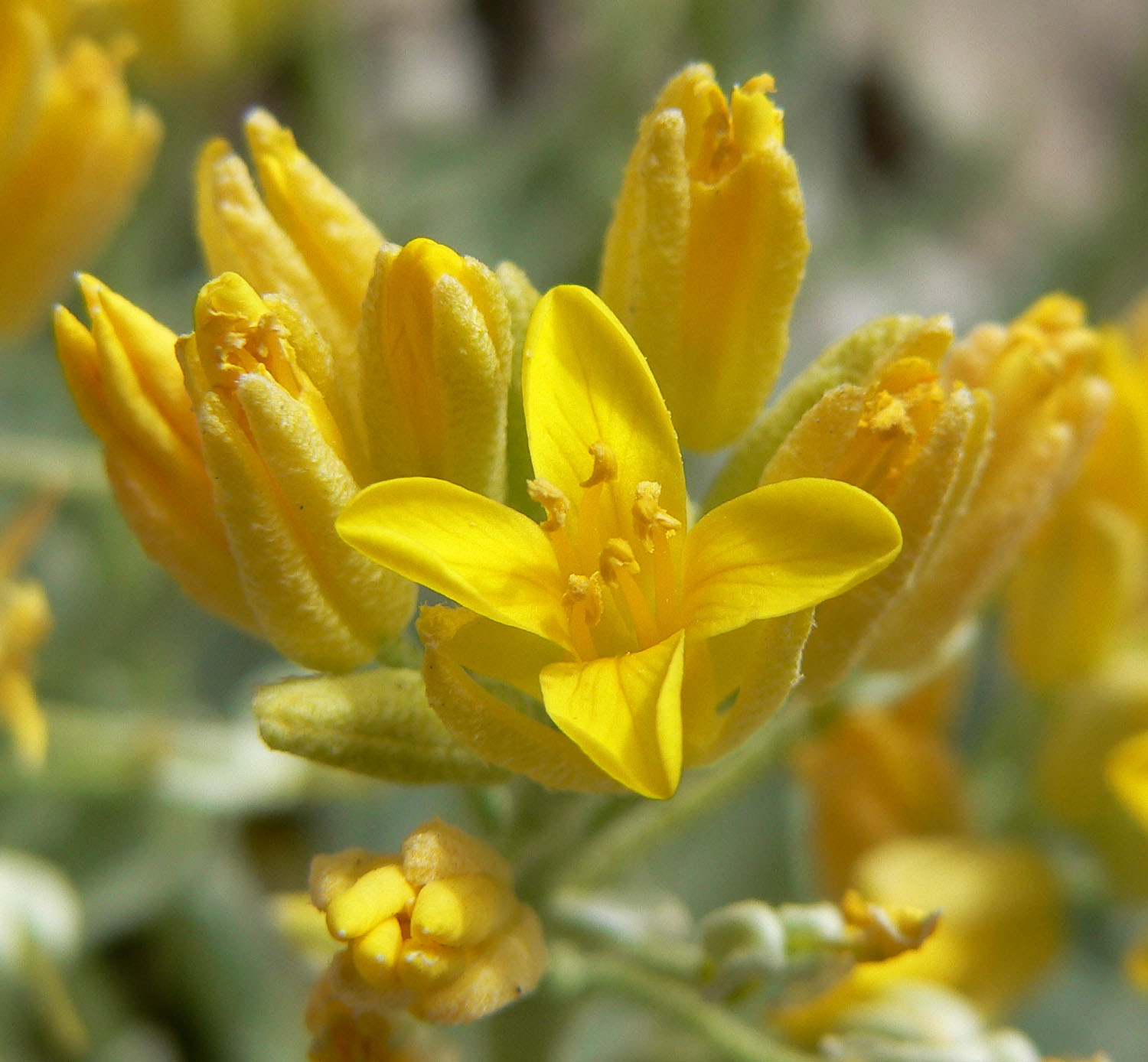
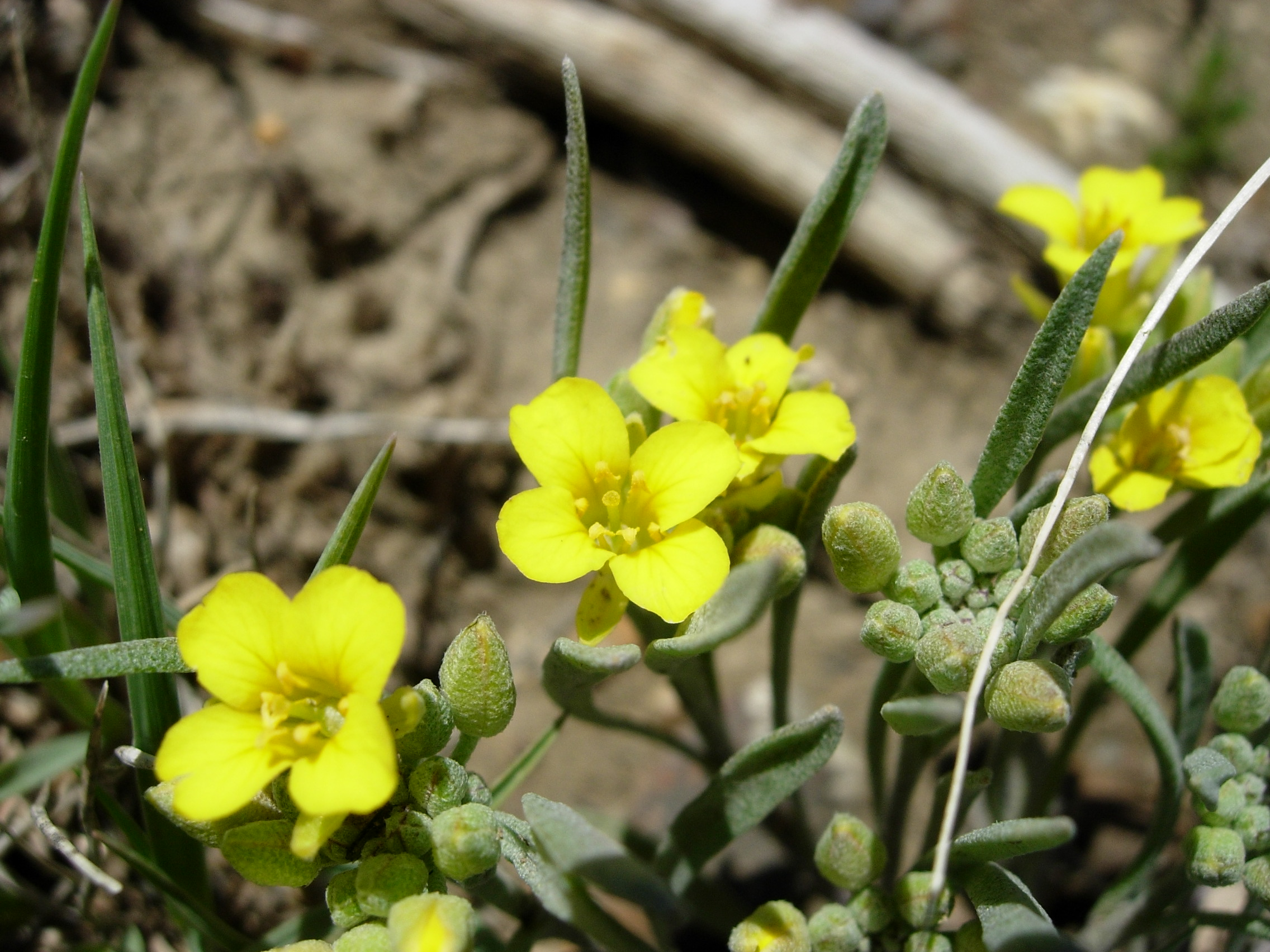
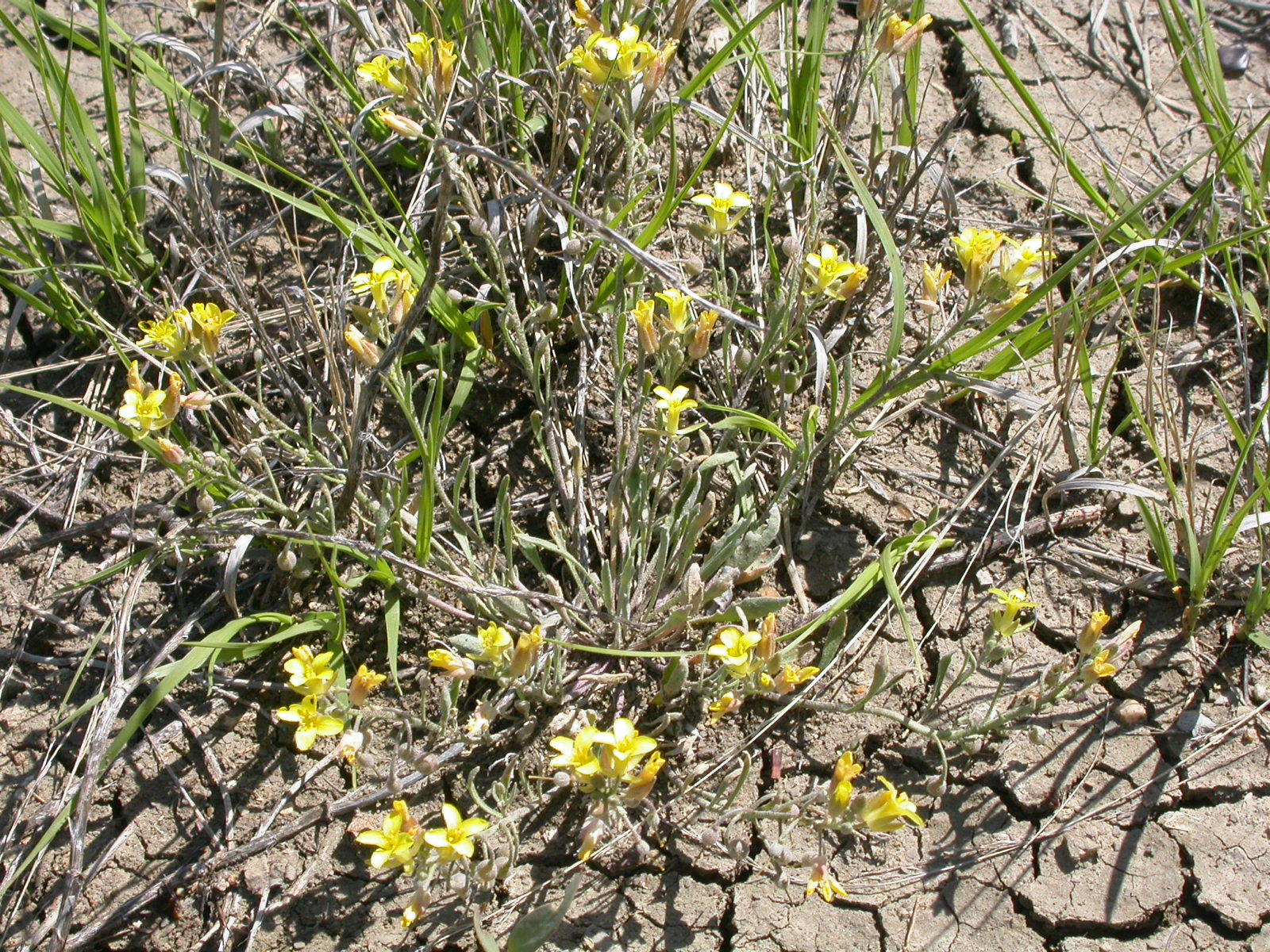
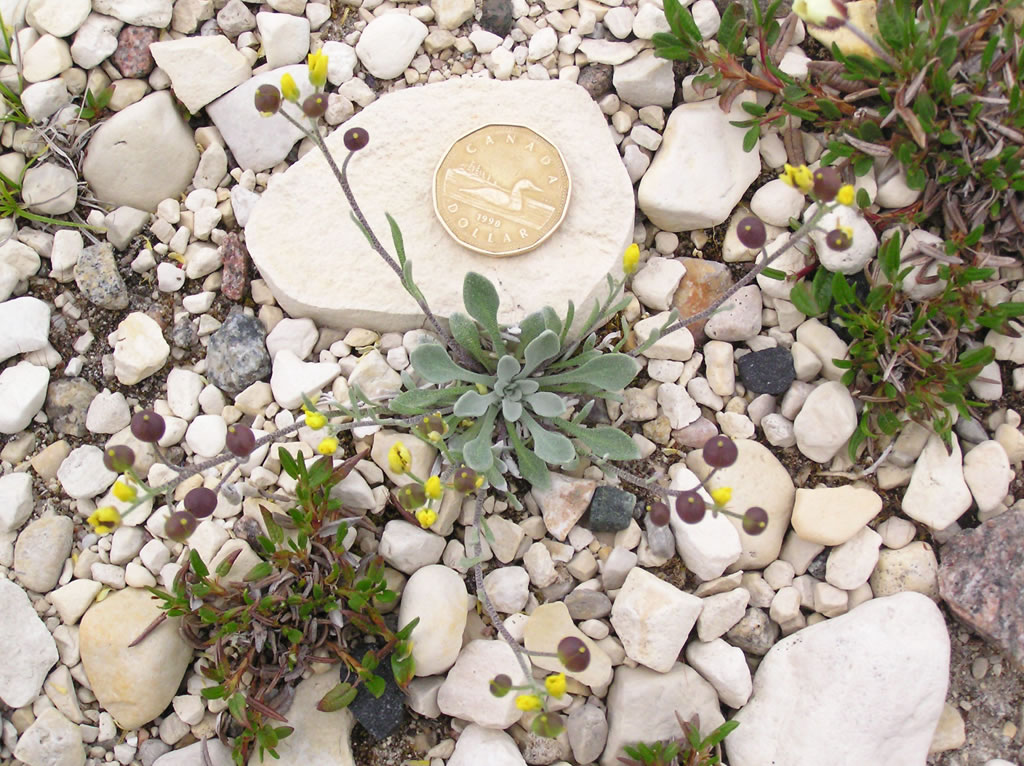

## Dottertaxa tillPhysaria, i alfabetisk ordning[1]
- Physaria acutifolia
- Physaria alpestris
- Physaria alpina
- Physaria angustifolia
- Physaria arctica
- Physaria arenosa
- Physaria argentea
- Physaria argyraea
- Physaria arizonica
- Physaria aurea
- Physaria bellii
- Physaria berlandieri
- Physaria brassicoides
- Physaria calcicola
- Physaria calderi
- Physaria carinata
- Physaria chambersii
- Physaria cinerea
- Physaria condensata
- Physaria congesta
- Physaria cordiformis
- Physaria crassistigma
- Physaria curvipes
- Physaria densiflora
- Physaria didymocarpa
- Physaria dornii
- Physaria douglasii
- Physaria eburniflora
- Physaria engelmannii
- Physaria eriocarpa
- Physaria fendleri
- Physaria filiformis
- Physaria floribunda
- Physaria fremontii
- Physaria garrettii
- Physaria geyeri
- Physaria globosa
- Physaria gooddingii
- Physaria gordonii
- Physaria gracilis
- Physaria grahamii
- Physaria hemiphysaria
- Physaria hitchcockii
- Physaria humilis
- Physaria inflata
- Physaria integrifolia
- Physaria intermedia
- Physaria johnstonii
- Physaria kingii
- Physaria klausii
- Physaria lata
- Physaria lateralis
- Physaria lepidota
- Physaria lesicii
- Physaria lindheimeri
- Physaria ludoviciana
- Physaria macrocarpa
- Physaria mcvaughiana
- Physaria mendocina
- Physaria mexicana
- Physaria mirandiana
- Physaria montana
- Physaria multiceps
- Physaria navajoensis
- Physaria nelsonii
- Physaria newberryi
- Physaria obcordata
- Physaria obdeltata
- Physaria occidentalis
- Physaria oregona
- Physaria ovalifolia
- Physaria pachyphylla
- Physaria pallida
- Physaria palmeri
- Physaria parviflora
- Physaria parvula
- Physaria pendula
- Physaria peninsularis
- Physaria pinetorum
- Physaria prostrata
- Physaria pruinosa
- Physaria pueblensis
- Physaria pulvinata
- Physaria purpurea
- Physaria pycnantha
- Physaria pygmaea
- Physaria rectipes
- Physaria recurvata
- Physaria reediana
- Physaria rollinsii
- Physaria rosei
- Physaria saximontana
- Physaria schaffneri
- Physaria scrotiformis
- Physaria sessilis
- Physaria sinuosa
- Physaria spatulata
- Physaria subumbellata
- Physaria tenella
- Physaria thamnophila
- Physaria tumulosa
- Physaria urbaniana
- Physaria valida
- Physaria vicina
- Physaria vitulifera
- Physaria wyndii